# Società Sportiva Lazio
La Società Sportiva Lazio (en español: Sociedad Deportiva Lazio), popularmente conocida como Lazio, es un club deportivo de Italia, de la ciudad de Roma. Fue fundado el 9 de enero de 1900 y juega en la Serie A de Italia. Utiliza camiseta celeste con pantalón blanco, y juega de local en el Estadio Olímpico de Roma, el segundo estadio más grande de Italia, únicamente por detrás de San Siro.
Su histórico rival es el otro equipo de la capital italiana, la A.S. Roma, con quien disputa el Derby di Roma y a su vez comparten estadio. Hasta el momento ha ganado dos veces el Scudetto de la Serie A, en siete ocasiones se adjudicó la Copa de Italia y cinco veces la Supercopa en su país. El 26 de mayo de 2013 se adjudicó la Copa de Italia contra la A.S. Roma, en el primero y hasta ahora único Derby di Roma que ha habido en una final entre los dos equipos de la Capital italiana en la historia de esta competición. Actualmente es el equipo de fútbol de la capital italiana con más títulos oficiales (16). En el ámbito internacional, la Lazio ganó en 1999 la Recopa y la Supercopa de Europa, y alcanzó la final de la Copa de la UEFA en 1998.

## Historia

### Comienzos

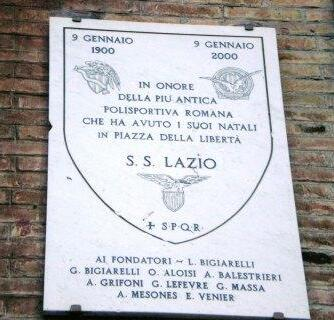
Placa del nacimiento de la Lazio en la Piazza della Libertà de Roma.

La Società Sportiva Lazio fue fundada el 9 de enero de 1900 en el barrio Prati de Roma por nueve amigos y atletas romanos, entre los cuales se encontraba Luigi Bigiarelli, suboficial de los Bersaglieri. La Lazio se unió a la liga en 1912, tan pronto como la Federación Italiana de Fútbol comenzó a organizar campeonatos en el centro y al sur de Italia, y llegó a la final de los playoffs del campeonato nacional en tres ocasiones, pero nunca ganó, perdiendo en 1913 contra el Pro Vercelli, en el año 1914 contra el Casale y en 1923 contra el Génova 1893.
En 1927 fue el único equipo a rechazar la fusión que condujo a la creación de la AS Roma.
La década de los 1950s produjo una combinación de los resultados de mitad de la tabla y la parte superior con una victoria en la Copa de Italia de 1958. La Lazio descendió por primera vez en 1961, pero regresó a la máxima categoría dos años después. Después de varios puestos de mitad de tabla, sufrió otro descenso en 1970-71.

### Primeros éxitos deportivos
El club volvió a la Serie A en 1972-73 y de inmediato surgió como rival sorpresa en la lucha por el Scudetto al AC Milan y a la Juventus en 1972-1973, solo perdiendo en la última jornada de la temporada, con figuras como el capitán Giuseppe Wilson, así como los mediocampistas Luciano Re Cecconi y Mario Frustalupi, el delantero Giorgio Chinaglia y el entrenador Tommaso Maestrelli. La Lazio mejoró la temporada siguiente, logrando su primer título en la temporada 1973-74. Sin embargo, la trágica muerte de Luciano Re Cecconi, así como la salida de Chinaglia, sería un golpe duro para los laziales. La aparición de Bruno Giordano durante este período siempre supuso un poco de alivio cuando fue el máximo artillero de la liga la temporada 1978-79, cuando la Lazio terminó octavo.

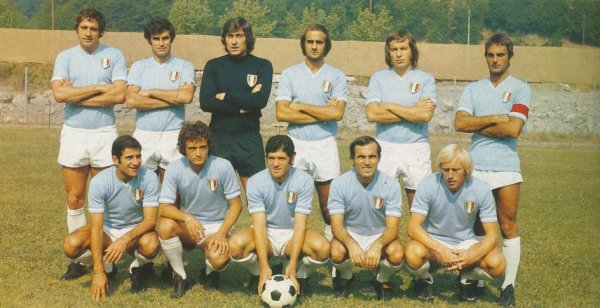
Lazio, primer scudetto en 1973-74.

### Época negativa
Los blanquiazules descendieron en 1980, junto con el AC Milan, debido a que ambos clubes estaban involucrados en un escándalo sobre apuestas ilegales en sus propios partidos. La Lazio se quedó en la segunda división de Italia durante tres temporadas, en lo que marca el período más oscuro en la historia del club que solo volvió en 1983 a la Serie A italiana y logrando, el último día, escapar del descenso. 1984-85 resultaría terrible, logrando solo 15 puntos.
En 1986, la Lazio fue sancionada y se le quitó 9 puntos por un escándalo de apuestas y la participación del jugador Claudio Vinazzini. Una épica lucha contra el descenso en la Serie B, con el club dirigido por Eugenio Fascetti solo para evitar el descenso a la Serie C después de las victorias en los play-off sobre Taranto y Campobasso. Esto fue un punto de inflexión en la historia del club ya que la Lazio regresó a la Serie A en 1988 y con la cuidadosa gestión financiera de Gianmarco Calleri, el club se consolidó.

### La segunda gran época
La llegada de Sergio Cragnotti, en 1992, cambió la historia del club debido a sus inversiones a largo plazo en nuevos jugadores y logró que el equipo compitiera por el 'scudetto'. Cragnotti en varias ocasiones rompió todos los récords de transferencias en la búsqueda de jugadores que eran considerados grandes estrellas como Christian Vieri por 46 mill. de euros, Sebastián Verón 40.3 millones y Pavel Nedved 36.6 millones. Incluso tuvo el récord mundial de la transferencia más alta de la historia, aunque solo para una cuestión de semanas, al firmar a Hernán Crespo, del Parma, por 51 millones de euros.
El club fue subcampeón de la Serie A en la temporada 1994-95 tercero en la 1995-96, y cuarto en la 1996-97. En la temporada 1997-98, el equipo de la capital finalizó séptimo en la Serie A, pero se alzó con la segunda Copa Italia de su historia, al derrotar en la final al AC Milan en el Stadio Olimpico de Roma por 3-1, luego de caer en la ida (0-1) en el Estadio Giuseppe Meazza. Previo a ello, el conjunto blanco y celeste eliminó a grandes equipos como SSC Napoli, AS Roma (en el derbi di Roma) y a la Juventus. Ante este último equipo (campeón de la temporada 97-98), Lazio disputó la Supercopa de Italia de 1998, en el Estadio delle Alpi, Turín. Los "Laziales", contra todo pronóstico, derrotaron por la mínima diferencia a la "Vecchia Signora" obteniendo su primera Supercopa Italiana.
Después de perder el campeonato por solo un punto ante el AC Milan en la temporada 1998-99, de la mano de Mihajlović, Alessandro Nesta, Marcelo Salas y Nedvěd, logró ganar su segundo scudetto en la temporada 1999-2000, así como la Copa Italia de la temporada 1999-2000, derrotando en la final al Inter con Sven-Göran Eriksson como entrenador.
En el plano internacional, y antes de que llegara el nuevo milenio, la Lazio se alzó con la última edición de la Recopa de Europa, obteniendo de esa manera su primer título a nivel internacional en la historia. La consiguió luego de derrotar en la final al RCD Mallorca de España, por 2-1 en el estadio Villa Park de Birmingham.
Esto también le otorgó el derecho a disputar la Supercopa de la UEFA, en la edición de 1999, frente al campeón de la UEFA Champions League 1998-99: el poderoso Manchester United de Alex Ferguson. El encuentro se disputó en agosto del año 1999, en el estadio del AS Mónaco, y fue triunfo del conjunto lazial por 1-0 con gol del chileno Marcelo Salas. Se trata del último título internacional conseguido hasta el momento por el equipo biancoceleste.
En el año 2000, la Lazio se convirtió en el primer club de fútbol italiano que se cotizó en el mercado italiano Piazza Affari de acciones.

### Llegada de Lotito y la reconstrucción
A partir de 2002, en parte como resultado de los problemas financieros del presidente Cragnotti y su empresa Cirio, es que la Lazio comenzó a deteriorarse debido a que tuvo que vender a las grandes estrellas del equipo, incluido el capitán y símbolo del equipo Alessandro Nesta.
En la temporada 2003-2004 a pesar de los problemas financieros la Lazio logra quedar en la sexta posición de la Serie A y clasificar a competiciones europeas. A su vez, consiguió ganar su cuarta Copa Italia al derrotar en la final a la Juventus (triunfo 2-0 en Roma, y una sufrida igualdad 2-2 en Turín -luego de ir perdiendo 0-2-).
Sin embargo, la economía del club iba de mal en peor, por lo que en el 2004 el empresario italiano Claudio Lotito compró el equipo, luego de llegar a un acuerdo con los dirigentes de Capitalia. Es el mismo presidente el cual logra salvar a la Lazio de la quiebra y comienza con un año de transición en el club.
En la temporada 2004-2005 el equipo solo logra ubicarse en la décima posición y en la edición siguiente la Lazio logra ubicarse sexto en la clasificación, sin embargo, se ve involucrada en el escándalo de Calciopoli y la penalizan restándole puntos (con lo cual terminó 16.ª en la liga) y además tiene que comenzar la siguiente temporada con -3 puntos.
En el ciclo 2006-2007 a pesar de la penalización, Lazio logró un meritorio tercer puesto, calificándose así para la ronda previa de la Liga de Campeones de la UEFA, donde derrotaron al Dinamo de Bucarest y así lograron entrar en la fase de grupos. Las cosas en la liga no iban muy bien con el equipo pasando la mayor parte de la temporada en la mitad inferior de la tabla, lo que desató las protestas de los aficionados (el equipo finalizó la Serie A italiana en la 12.ª posición). Luego de varias temporadas de austeridad para cuidar la economía del club el presidente Lotito ficha a Mauro Zárate en 20 millones de euros y con una cláusula de 60 millones.
En esa liga italiana, la 2008-2009, la Lazio quedó décima, pero ese mismo año llegó la quinta copa italiana derrotando a la Juventus en la semifinal y a la Sampdoria en la final (igualdad 1-1, y triunfo 6-5 en la tanda de penales).

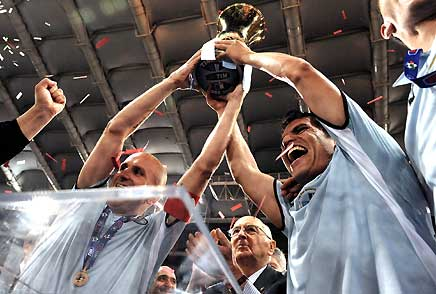
La lazio festeja la quinta Copa Italia de su historia en 2008-09.

En la temporada 2010-2011 de la mano del técnico Edoardo Reja, la Lazio logra -tras varios años- volver a los lugares de vanguardia en la liga italiana, con jugadores como Fernando Muslera, Stephan Lichtsteiner, Sergio Floccari, Mauro Zárate y el recién contratado Hernanes. Esa temporada el equipo terminó quinto solo por diferencia de puntos, clasificándose así para la UEFA Europa League.
En la temporada 2011-2012, luego del éxito de la temporada anterior, la Lazio volvió a ser reconocida a nivel europeo y así atrajo la atención de jugadores de renombre mundial, los cuales se sumarían al proyecto de Reja, siendo los más importantes el francés Djibril Cisse y el alemán Miroslav Klose. En aquella temporada, el equipo finaliza en la cuarta ubicación de la Serie A, mientras que en la UEFA Europa League cae derrotado en dieciseisavos de final frente al luego campeón de aquel torneo: el Atlético de Madrid.
La temporada 2012-13 sería muy auspiciosa para el equipo biancoceleste. En el torneo local, Lazio finaliza séptimo, aunque logra clasificar a la UEFA Europa League 2013-14. A nivel internacional, los italianos realizan una gran campaña llegando hasta los cuartos de final de la Europa League, donde fue eliminado por el Fenerbahçe de Turquía con un marcador global 1-3.
El 26 de mayo de 2013 se convertiría en un día histórico para los fanáticos y simpatizantes de SS Lazio. Ese día, en el marco de la final de la Copa Italia 2012-13, venció 1-0 a su eterno rival, la AS Roma en un colmado y rugiente Estadio Olímpico. El héroe de aquella final, fue el bosnio Senad Lulić quien logró convertir el único tanto del partido en el minuto 71. De esta forma, los blanquicelestes dirigidos por Vladimir Petković lograron la sexta Copa Italia de su historia.

### Actualidad
En la temporada 2014-15 Stefano Pioli es anunciado como nuevo técnico, además de los fichajes del neerlandés Stefan de Vrij y el serbio Filip Đorđević, buscando la Lazio lograr una buena imagen tanto en la Serie A y en la Copa Italia.
En el torneo local, y de la mano de figuras como Miroslav Klose (goleador del equipo con 12 tantos), Antonio Candreva (máximo asistente con 13), Felipe Anderson y Marco Parolo, el conjunto biancoceleste produjo una excelente campaña finalizando tercero y clasificando a la UEFA Champions League después de ocho años sin poder conseguirlo. En el campeonato ganó 21 partidos, empató 6 y perdió 11, y consiguió la clasificación al torneo internacional en la última fecha, tras derrotar 4-2 al Napoli como visitante.
En la Copa Italia 2014-15 la Lazio consigue llegar nuevamente hasta la final donde debían enfrentar a la poderosa Juventus. El partido terminó igualado 1-1 en los primeros 90 minutos; en el tiempo suplementario, pese a que ambos tuvieron posibilidades de ganar, la suerte favoreció al conjunto de Turín quien por medio de su goleador, Alessandro Matri, ganó el encuentro 2-1, dejando a Lazio con las manos vacías.
En abril de 2016, y en medio de una campaña mediocre en la Serie A (Lazio finalizaría octavo en el torneo), Stefano Pioli abandona el cargo de DT, tras perder el clásico ante la Roma por un humillante 4-1. En su lugar, llega el entrenador de las divisiones inferiores del plantel -y exjugador del equipo-, Simone Inzaghi.
En su primera experiencia como DT de un equipo profesional, Inzaghi cumpliría una temporada realmente satisfactoria. Gracias a las valiosas incorporaciones de Ciro Immobile, Luis Alberto y Jordan Lukaku, sumada a la presencia de jóvenes valores como Felipe Anderson, Keita Baldé y Sergej Milinković-Savić, y otros jugadores importantes (Senad Lulić y Marco Parolo), la Lazio alcanzó el quinto lugar de la Serie A 2016-17, logrando de esa manera el pasaje a la fase de grupos de la UEFA Europa League 2017-18.
Por otro lado, el equipo alcanzó en esa misma temporada la final de la Copa Italia 2016-17, cayendo derrotado 2-0 en el Estadio Olímpico de Roma por la Juventus.
Pese a la avidez de títulos, la dirigencia del club decidió que Simone Inzaghi, permanezca como Técnico del conjunto lacial.
La temporada 2017-18 resultó nuevamente satisfactoria para las "Águilas" y empezó, además, con un nuevo título: la Supercopa de Italia 2017. El 13 de agosto del 2017, Lazio tuvo el derecho de disputar aquel partido por ser el subcampeón de la Copa Italia 2016-17, frente a la Juventus, escuadra que fue campeona de la Copa y de la Serie A de la temporada 2016-17. El encuentro, llevado a cabo en el Estadio Olímpico de Roma, fue emocionante: Lazio se puso 2-0 en ventaja gracias a dos goles de Immobile, pero sobre el final Juventus alcanzó la igualdad gracias a dos tantos del argentino Paulo Dybala. Y cuando todo parecía irse al tiempo suplementario, i biancocelesti logró en el minuto 93 el gol de la consagración por medio del joven mediocampista Alessandro Murgia. De esta forma, Lazio alcanzó su cuarta Supercopa Italiana de la historia.
En cuanto a su participación en la Serie A, el equipo de Inzaghi tuvo otra buena campaña, repitiendo el quinto lugar de la pasada temporada y obteniendo nuevamente una plaza directa a la UEFA Europa League. Además, la Lazio fue el equipo más goleador del certamen (89 goles en 38 partidos) y contó con uno de los máximos artilleros del campeonato (Ciro Immobile quien marcó 29 goles al igual que Mauro Icardi, delantero del Inter de Milán). Se recuerdan a su vez varios triunfos importantes del equipo en este torneo, aunque el más recordado fue un heroico 2-1 frente a Juventus como visitante (algo que no conseguía desde el 2002), cortándole al equipo de Turín una racha de más de un año sin derrotas como local. Ciro Immobile, con dos conquistas fue uno de los héroes, mientras que Thomas Strakosha, el portero albanés del Lazio, también se vistió de héroe desviando un penal de Paulo Dybala en la última jugada del partido.
A nivel internacional, el equipo de la capital italiana llegaría hasta cuartos de final de la UEFA Europa League 2017-18, donde cayó de manera insólita frente al Red Bull Salzburgo de Austria por un marcador global de 6-5.
En el año 2019, el equipo obtendría su séptima Copa Italia al derrotar en la final al sorprendente Atalanta por 2-0 en la final disputada en el Estadio Olímpico de Roma. Previamente, había dejado en el camino a Novara Calcio y a los dos conjuntos milaneses (Inter y Milan).
En la temporada 2019-20, la Lazio realizaría una gran campaña en Serie A, logrando una racha invicta de 21 partidos y peleando palmo a palmo el título con la Juventus. Lamentablemente, debido al COVID19, el campeonato fue suspendido temporalmente, y en la reanudación, el equipo romano sufrió una mala racha que lo relegó al cuarto lugar.
Pese a todo, la Lazio clasificó a una fase de grupos de la UEFA Champions League 13 años después y además, Ciro Immobile se consagró goleador de la Serie A con 36 tantos, siendo la Primera Bota de Oro Italiana desde la consecución de Luca Toni y Francesco Totti, e igualando asimismo el récord que ostentaba Gonzalo Higuaín desde la temporada 2015-16.
En la 2022-23 terminaron por quedar Subcampeones por primera vez en 24 años.

## Uniforme
- Uniforme titular: Camiseta celeste, pantalón blanco y medias blancas.
- Uniforme alternativo: Camiseta blanca, pantalón celeste y medias blancas.
- Uniforme tercera: Camiseta azul marino, pantalón azul marino y medias azul marino.

|  |  |  |  |  |

### Evolución
| 2007-08 | 2008-09 | 2009-10 | 2010-11 | 2011-12 | 2012-13 | 2013-14 | 2014-15 |
| 2015-16 | 2016-17 | 2017-18 | 2018-19 | 2019-20 | 2020-21 | 2021-22 | 2022-23 |
| 2023-24 | 2024-25 | 2025-26 |         |         |         |         |         |

### Patrocinios
| Periodo | Proveedor  | Patrocinador |
| ------- | ---------- | --- |
| 1963–64 | Lacoste    | Ninguno |
| 1972–76 | Tuttosport | Ninguno |
| 1977–79 | Ennerre    | Ninguno |
| 1979–80 | Pouchain   | Ninguno |
| 1980–81 | Adidas     | Ninguno |
| 1981–82 | Adidas     | Tonini |
| 1982–84 | Ennerre    | Seleco |
| 1984–86 | Ennerre    | Castor |
| 1986–87 | Tuttosport | Cassa di Risparmio di Roma |
| 1987–89 | Kappa      | Cassa di Risparmio di Roma |
| 1989–91 | Umbro      | Cassa di Risparmio di Roma |
| 1991–92 | Umbro      | Banco di Santo Spirito |
| 1992–96 | Umbro      | Banca di Roma |
| 1996–98 | Umbro      | Cirio |
| 1998–99 | Puma       | Cirio (Serie A y Coppa Italia) / Del Monte Quality (Copa de Campeones de Copa de la UEFA)                                                    |
| 1999–00 | Puma       | Cirio (Serie A) / Stream TV (Coppa Italia) / Del Monte Quality (Liga de Campeones de la UEFA y Supercopa de la UEFA)                         |
| 2000–02 | Puma       | Siemens Mobile |
| 2002–03 | Puma       | Siemens Mobile (Serie A y Copa de la UEFA) / Cotonella (3 partidos de la Coppa Italia) / Compex (2 partidos de la Coppa Italia)              |
| 2003–04 | Puma       | Parmacotto (Serie A desde la jornada 4) / Indesit (Coppa Italiana y fase de grupos de la Liga de Campeones de la UEFA)                       |
| 2004–05 | Puma       | Parmacotto / Errebian (solo en la Supercoppa Italiana)                                                                                       |
| 2005–07 | Puma       | INA Assitalia |
| 2007–09 | Puma       | Sin patrocinador principal |
| 2009–10 | Puma       | Sin patrocinador principal (Regione Lazio en la Supercoppa Italiana) / Edileuropa (a partir de la jornada 17 hasta el final de la temporada) |
| 2012–16 | Macron     | Sin patrocinador principal |
| 2016–17 | Macron     | Sin patrocinador principal / Sèleco (a partir de la jornada 34 hasta el final de la temporada)                                               |
| 2017–18 | Macron     | Sèleco / Paideia International Hospital (en dos partidos por debajo de Sèleco)                                                               |
| 2018–19 | Macron     | Marathonbet |
| 2019–21 | Macron     | Sin patrocinador principal |
| 2021–22 | Macron     | Binance |
| 2022–   | Mizuno     | Binance |

## Himnos
Actualmente, Lazio tiene dos himnos oficiales.
- So' già du' ore: Compuesto por el cantautor romano Aldo Donati, en el 1977. Está escrito íntegramente en dialecto romanesco.
- Vola Lazio Vola: Compuesto por el cantautor Tony Malco, junto con Claudio Natili y Silvio Subelli, en 1983.

En el año 2000, para celebrar los 100 años de la Lazio, fue compuesto el himno "Cent'anni insieme" (cien años juntos), interpretado por varios cantantes aficionados de la Lazio.

## Rivalidades
La rivalidad local entre la SS Lazio y el otro equipo de la capital, la Roma, son encuentros muy tensos y se han enfrentado cientos de veces tanto por Serie A, como por Copa Italia. Es uno de los encuentros más importantes de Italia y de Europa.
Ambos clubes son históricos y tradicionales, y además cuentan con gran cantidad de aficionados dentro y fuera del país.
Ha habido diversos conflictos entre los aficionados. Los ultras de la Lazio son completamente extremistas, y suelen comparar a su clásico rival con los judíos y diversos sucesos o ocurridos durante la SGM.
Otras grandes rivalidades de la Lazio son con el S. S. C. Napoli, la Lazio por ser un club de la capital con el que históricamente ha habido diversos conflictos con los napolitanos, la Fiorentina, rivalidad muy fuerte sobre todo al final de la década de los 90s y, en menor medida, Frosinone Calcio, ésta más reciente y debida sobre todo a una nueva cercanía entre aficionados del Frosinone y los de la AS Roma.
Otra gran rivalidad y extremadamente tensa es con Livorno. Como se mencionó anteriormente, la Lazio históricamente siempre estuvo estrechamente relacionada con el fascismo italiano y Mussolini, que supuestamente era aficionado del Club. Por su parte, Livorno siempre estuvo estrechamente relacionado con la política de izquierda, colocando banderas con el martillo y la hoz, y cantando canciones relacionadas con la izquierda en su estadio.
Como rivalidades secundarias pero muy tensas entre los aficionados, la Lazio tiene de rivales al A. C. Milán y Juventus F. C..

## Estadio
Stadio Olimpico, localizado en el Foro Itálico, es el mayor estadio de Roma, Italia. Es el estadio local de la Selección Nacional de Fútbol de Italia, en ellos juegan como local los dos equipos de la ciudad SS Lazio y AS Roma. El estadio se inauguró en 1937 y posteriormente en 2008 tuvo una renovación. El estadio tiene una capacidad para albergar a 72.698 espectadores. Fue el estadio donde se celebraron los Juegos Olímpicos de Roma en 1960. También ha albergado importantes acontecimientos como la Eurocopa de 1980, el Mundial de Italia 1990 y finales de Champions League como la del 2009 donde se enfrentaron FC Barcelona y Manchester United.
También en el Foro Itálico se encuentra el Estadio dei Marmi, o "estadio de mármol", que fue construido en 1932 y diseñado por Enrico Del Debbio. Tiene niveles coronados por 60 estatuas de mármol blanco que eran regalos de las ciudades italianas, en conmemoración de los 60 atletas.
Durante la temporada 1989-90, SS Lazio y AS Roma jugaron sus partidos en el Estadio Flaminio de Roma, situado en el distrito de Flaminio, a causa de las obras de renovación llevado a cabo en el Stadio Olimpico.
Los ultras de la SS Lazio se sitúan en la Curva Norte del estadio, conocidos como "Irriducibili" y los ultras de AS Roma que se encuentran en la Curva Sur del estadio, conocidos como "Commando Ultra Curva Sud".

## Datos del club
- Temporadas en la Serie A: 95 (1912/13–1960/61, 1963/64–1966/67, 1969/70–1970/71, 1972/73–1979/80, 1983/84–1984/85, 1988/89–presente)
- Temporadas en la Serie B: 11 (1961/62–1962/63, 1967/68–1968/69, 1971/72, 1980/81–1982/83, 1985/86–1987/88)
- Mejor puesto en Serie A: 1.º
- Peor puesto en Serie A: 18.º (1960-1961).
- Puesto histórico: 6.º
- Máximo goleador:  Ciro Immobile (207 goles).
- Más partidos disputados:  Ștefan Radu (427 partidos).

## Entrenadores

### Cronología de los entrenadores
- Bruto Seghettini (1901-1902)
- Sante Ancherani (1902-1906)
- Sante Ancherani y  Guido Baccani (1906-1907)
- Silvio Mizzi y  Guido Baccani (1907-1908)
- Guido Baccani (1905-1924)
- Dezső Kőszegy (1924-1926)
- Jenő Ligeti (1926-1927)
- Franz Sedlacek (1927-1928)
- Comisión Técnica (1928-1929)
- Pietro Piselli (1929-1930)
- Ferenc Molnár (1930-1931)
- Amílcar Barbuy (1931-1932)
- Karl Stürmer (1932-1934)
- Walter Alt (1934-1936)
- József Viola (1936-1939)
- Luigi Allemandi y  Alfredo Di Franco (1939)
- Géza Kertész (1939-1940)
- Ferenc Molnár (1940-1941)
- Dino Canestri (1941)
- Alexander Popovich (1941-1943)
- Dino Canestri (1943-1945)
- Salvador Gualtieri (1945-1946)
- Tony Cargnelli (1946-1948)
- Orlando Tognotti (1948)
- Mario Sperone (1948-1951)
- Giuseppe Bigogno (1951-1953)
- Alfredo Notti (1953)
- Mario Sperone (1953-1954)
- Federico Allasio (1954)
- George Raynor y  Roberto Copernico (1954-1955)
- Luigi Ferrero y  Roberto Copernico (1955-1956)
- Luigi Ferrero y  Jesse Carver (1956)
- Jesse Carver (1956-1957)
- Milovan Ćirić (1957-1958)
- Alfredo Monza y  Dino Canestri (1958)
- Fulvio Bernardini (1958-1960)
- Enrique Flamini (1960-1961)
- Enrique Flamini y  Jesse Carver (1961)
- Paolo Todeschini (1961-1962)
- Alfonso Ricciardi (1962)
- Carlo Facchini (1962)
- Juan Carlos Lorenzo (1962-1964)
- Umberto Mannocci (1964-1966)
- Maino Neri (1966-1967)
- Renato Gei (1967-1968)
- Roberto Lovati (1968)
- Juan Carlos Lorenzo (1968-1971)
- Roberto Lovati (1971)
- Tommaso Maestrelli (1971-1975)
- Giulio Corsini (1975)
- Tommaso Maestrelli (1975-1976)
- Luís Vinício (1976-1978)
- Roberto Lovati (1978-1980)
- Ilario Castagner (1980-1982)
- Roberto Clagluna (1982-1983)
- Juan Carlos Morrone (1983)
- Paolo Carosi (1983-1984)
- Juan Carlos Lorenzo (1984-1985)
- Giancarlo Oddi y  Roberto Lovati (1985)
- Luigi Simoni (1985-1986)
- Eugenio Fascetti (1986-1988)
- Giuseppe Materazzi (1988-1990)
- Dino Zoff (1990-1994)
- Zdeněk Zeman (1994-1997)
- Dino Zoff (1997)
- Sven-Göran Eriksson (1997-2001)
- Dino Zoff (2001-2002)
- Alberto Zaccheroni (2002)
- Roberto Mancini (2002-2004)
- Domenico Caso (2004)
- Giuseppe Papadopulo (2004-2005)
- Delio Rossi (2005-2009)
- Davide Ballardini (2009-2010)
- Edoardo Reja (2010-2012)
- Vladimir Petković (2012-2014)
- Edoardo Reja (2014)
- Stefano Pioli (2014-2016)
- Simone Inzaghi (2016-2021)
- Maurizio Sarri (2021-2024)
- Igor Tudor (2024)
- Marco Baroni (2024-2025)
- Maurizio Sarri (2025-)

## Palmarés

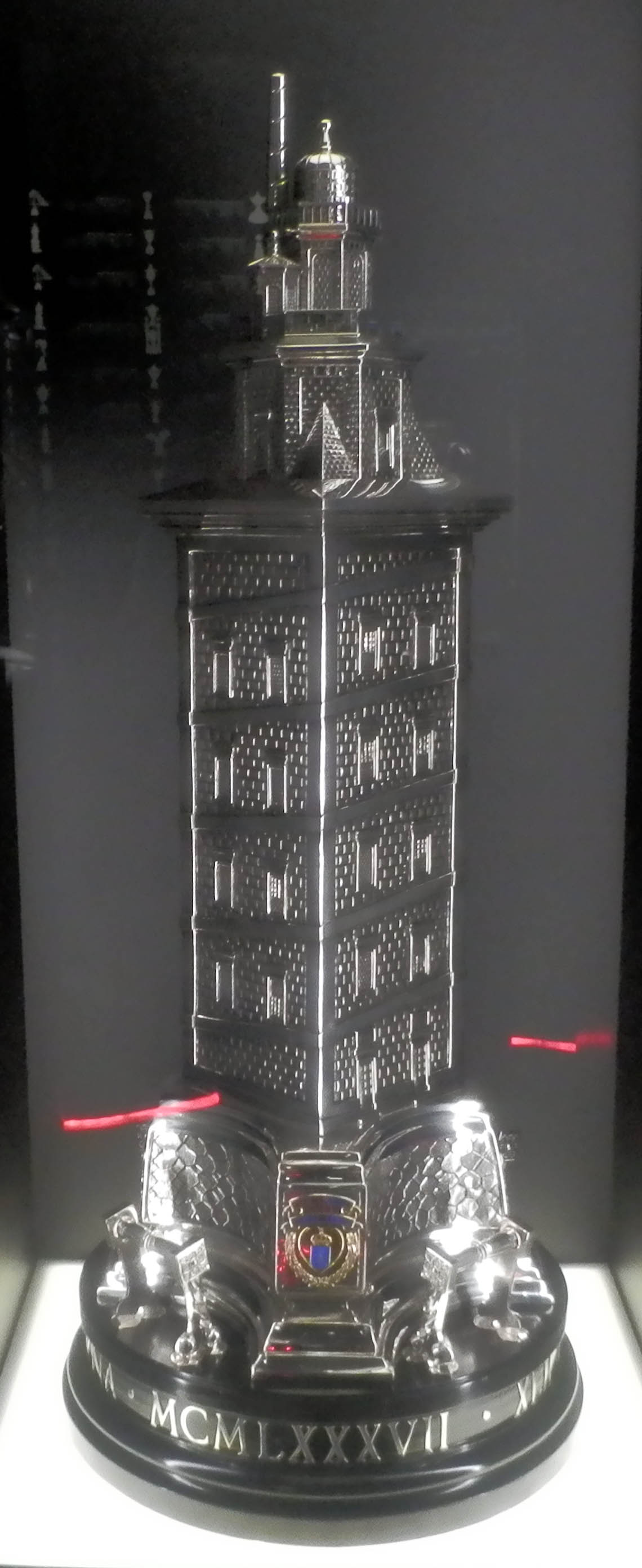
La Lazio ganó el Trofeo Teresa Herrera en 1950.

### Torneos nacionales
| Competiciones nacionales         | Títulos                                                     | Subcampeonatos                                                 |
| -------------------------------- | ----------------------------------------------------------- | -------------------------------------------------------------- |
| Primera División de Italia (2/7) | 1973-74, 1999-00.                                           | 1912-13, 1913-14, 1922-23, 1936-37, 1994-95, 1998-99, 2022-23. |
| Copa de Italia (7/3)             | 1958, 1997-98, 1999-00, 2003-04, 2008-09, 2012-13, 2018-19. | 1960-61, 2014-15, 2016-17.                                     |
| Supercopa de Italia (5/3)        | 1998, 2000, 2009, 2017, 2019.                               | 2004, 2013, 2015.                                              |
|                                  |                                                             |                                                                |
| Segunda División de Italia (1/2) | 1968-69.                                                    | 1971-72, 1982-83.                                              |

• Primera Categoria sur de Italia: 3  1912;1913;1923
• Campeonatos Regionales: 3  1909;1910;1911
• Campeonato de guerra Romano: 1  1943

### Torneos internacionales
| Competiciones internacionales | Títulos  | Subcampeonatos |
| ----------------------------- | -------- | -------------- |
| Recopa de Europa (1/0)        | 1998-99. |                |
| Supercopa de Europa (1/0)     | 1999.    |                |
| Liga Europa (0/1)             |          | 1997-98.       |

Nota: en negrita competiciones vigentes en la actualidad.

## Otras secciones deportivas
Además de la de fútbol, la Polisportiva S.S. Lazio cuenta con 49 secciones deportivas más, entre las que destacan las de béisbol, fútbol americano, fútbol femenino, fútbol sala, rugby y waterpolo.